# クリィミー・パフェ
クリィミー・パフェ（creamy parfait、略称：クリパ）は、2008年結成のスターダストプロモーション芸能3部から選抜された女性アイドルグループである。
なお、正式なグループ名は「creamy♥parfait」であり、英語小文字表記の「creamy」と「parfait」の間に♥(赤いハートマーク)が入る。

## 概要
- 2008年12月29日結成。スターダストプロモーション芸能3部（当時の3B junior）から選抜された女性のみのユニットである。伊倉と藤白はももいろクローバーで直前まで活動しており、入れ替わりの活動となる。
- ユニット名はアイドルアニメ『魔法の天使クリィミーマミ』から、また3人仲良しでおいしそうなイメージから。
- 退場するときの挨拶は「ドロンします」。
- 立ち位置は、藤白、伊倉、春日である。

## メンバー
- 伊倉愛美（いくら まなみ）[1]

リーダー、及びセンター
衣装のカラーは、レモンイエロー  
- 藤白すみれ（ふじしろ すみれ）

衣装のカラーは、桜萌えのピンク  
- 春日南歩（かすが なほ）

衣装のカラーは、エメラルドグリーン  

## 略歴
- 2008年12月29日の3-B Jr. LIVEライブで、ももいろクローバーを卒業した伊倉愛美と藤白すみれの2人に春日南歩を加えた3人で活動することを発表。新曲お披露目。
- 2009年12月29日をもって活動停止。

## 再結成
- 「クリミテーション」（クリィミー・パフェのイミテーションという意味）、「クリミテーションZ」としてスターダスト3Bjunior関連のイベント限定で、度々再結成している。
- 2011年1月10日に行われたイベント『3B juniorのZEROからスタート 待ってろサンプラザ！！』にて、この日限定で「クリミテーション」として再結成。メンバーは藤白すみれ（ピンク）、高井つき奈（イエロー）、和川未優（グリーン）。
- 2011年8月6日、7日に行われたイベント『3BjuniorBOOK2011summer発売記念イベント～3Bjuniorの夏祭り！～』にて、「クリミテーションZ」としてライブを行う。メンバーは藤白すみれ（ピンク）、高井つき奈（イエロー）、綾乃美花（グリーン）。
- 2011年10月23日に行われた『momoフェス』にて、「クリミテーションZ」消滅ライブを行う。
- 2018年7月28日に行われたSTARDUST PLANETのイベント『夏S 2018 ももクロトリビュート 〜みんなで10周年をお祝いしちゃうぞ！〜』にてノンストップメドレーの中で「恋するオトメゴコロ」がももいろクローバーＺの高城れに、玉井詩織、佐々木彩夏の3人で披露された。
- 2020年9月12日伊倉愛美のyoutubeチャンネル『イクラ放送局』にて、オリジナルメンバーで10年ぶりの復活。

## 出演

### イベント
- 3-B Jr. LIVE「年末だヨ!全員集合」（2008年）
- スタデジライブ in 石丸（2009年1月）
- フリージアとショコラ@O-Crest アニ☆ソンフェスティバル in シブヤ！！（2009年）

### TV
- スタ☆どん（エンタ!371）

### ラジオ
- DJ Tomoaki's Radio Show!（2011年10月6日、下北FM）※クリミテーションZとして出演

## オリジナル曲
- Angel Magic
- くちびる
- 恋するオトメゴコ口
- 抱きしめてジェラシー